# Milanska nadbiskupija
Milanska nadbiskupija je nadbiskupija Katoličke Crkve u Italiji koja obuhvaća područja Milana, Monze, Lecca i Varesea. Dugo je zadržala vlastiti latinski liturgijski obred, ambrozijanski obred, koji se još uvijek koristi na većem dijelu biskupijskog područja. Među bivšim nadbiskupima, poznatiji su Ambrozije, Karlo Boromejski, papa Pio XI. i papa Pavao VI.
Milanska nadbiskupija je metropolitansko sjedište Crkvene pokrajine Milano, koja uključuje sufraganske biskupije Bergamo, Brescia, Como, Crema, Cremona, Lodi, Mantova, Pavia i Vigevano. 
Milanska nadbiskupija je najveća u Europi i ona s najviše svećenika na svijetu, s 2450 svećenika koji žive u biskupiji, od 2021. godine, među kojima je 1712 svjetovnih svećenika.